# 12 O’Clock
Odion Turner, mer känd under artistnamnet 12 O’Clock (född 1970 eller 1971 i Brooklyn, död 10 augusti 2021 i Portland, Oregon) var en amerikansk rappare som tillsammans med sina kusiner Murdock och Ol' Dirty Bastard utgjorde rapgruppen Brooklyn Zu. Bröderna samarbetade även med Wu-Tang Clan-kollektivet, där Ol' Dirty Bastard var en av grundarna. 12 O’Clock hjälpte till bakom scenen vid inspelningen av gruppens debutalbum. Han har också gjort ett antal gästframträdanden på Wu-Tang Clan-relaterade album sen dess, till exempel på gruppens album Iron Flag från 2001.
12 O'Clock och Murdock mördades 2021 i en skjutning i Portland där även flera andra skadades.